# منطقة هيدروجين I

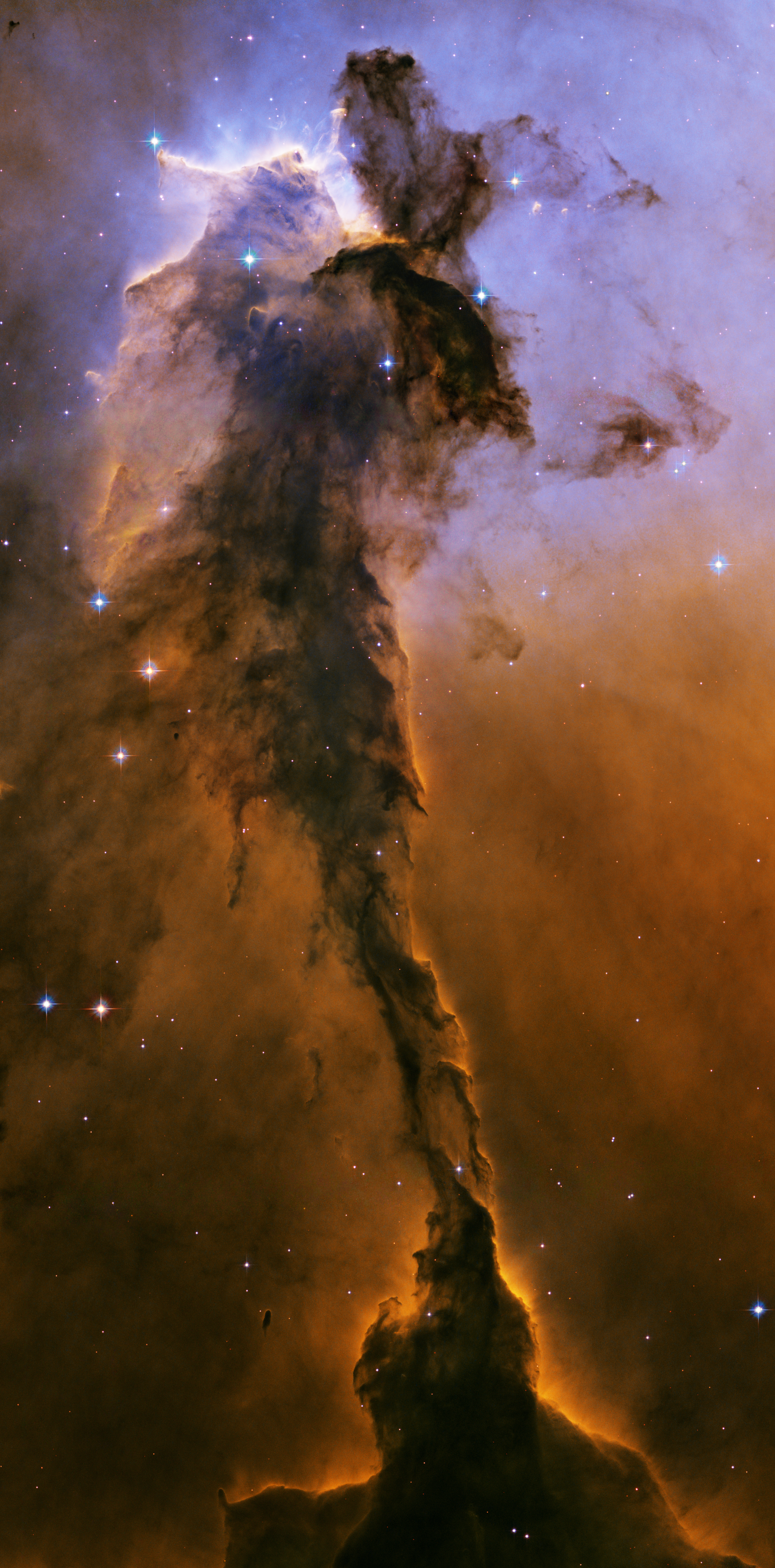
صورة لسديم النسر بتلسكوب هابل الفضائي عام 2006 ، وهو يتكون بصفة رئيسة من الهيدروجين الثنائي H-II

منطقة هيدروجين I أو منطقة هيدروجين أحادي (بالإنجليزية : H I region ) هي إحدى السحب الكونية في الوسط بين النجمي تتكون من ذرات الهيدروجين المتعادلة .( تختلف تلك المناطق عن مناطق الهيدروجين II في أن الهيدروجين II مكوّن من جزيئات الهيدروجين . أي أن مناطق الهيدروجين الأحادي  تتكون من ذرات الهيدروجين المنفردة . ويتميز كل منهما بطيفه الخاص . ويمكن عن طريق قياس الطيف معرفة مكونات السحابة الكونية.
مناطق الهيدروجين الأحادي لا تصدر الضوء، وإنما تصدر أشعة راديوية يبلغ طول موجتها 21-سنتيمتر ( أي تردد 1429 ميجا هرتز) ويسمى هذا الخط الطيفي خط الهيدروجين. ويختص هذا الخط الطيفي بقلة احتمال حدوثه وبالتالي قلة وجوده، لذلك لا يمكن تسجيله إلا من مناطق غنية بالهيدروجين الأحادي H-I . وفي المناطق التي تتقابل فيها غمامة هيدروجين أحادي مع مقدمة منطقة هيدروجين ثنائي متأينة نجد أن الهيدروجين الثنائي يشتد لمعانا. وتبلغ درجة تأين الهيدروجين-I نحو ذرة واحدة من ضمن 10.000 ذرة، وهي نسبة صغيرة جدا. تبلغ درجة حرارة غمامة الهيدروجين الأحادي نحو 100 كلفن. 

## التعرف على مناطق الهيدروجين I
يستخدم تعيين مناطق الهيدروجين الأحادي بواسطة التلسكوبات الراديوية لدراسة تكوينات أذرعة المجرات الحلزونية. كما تستخدم في تعيين الاضطرابات الجاذبية بين المجرات . فعند التقاء مجرتين تنتشر المادة بينهما في هيئة خيوط وعقود تسمح لمعرفة إتجاه حركة المجرتين بالنسبة لبعضهما . 

## اقرأ أيضا
- NGC 3509
- وسط بين نجمي
- خط هيدروجين
- منطقة هيدروجين II
- أبراج التخليق
- مجرة
- مجرة الجبار
- مجرة دولاب الهواء
- ثريا (عنقود نجمي)
- متكورات بوك